# Rešetylivka
Rešetylivka (ukrajinsky Решетилівка, rusky Решетиловка – Rešetilovka) je město v Poltavské oblasti na Ukrajině.  K roku 2021 měla přes devět tisíc obyvatel.

## Poloha a doprava
Řešetylivka leží převážně na pravém, východním břehu Hovtvy, levého přítoku  Pselu v povodí Dněpru.
Město má stanici na železniční trati Kyjev – Poltava. Také přes něj vede Evropská silnice E40, která je zde vedena po dálnici M03 vedoucí z Kyjeva přes Poltavu, Charkov a Bachmut do Antracytu u rusko-ukrajinské státní hranice.

## Dějiny
Osada Rešetylivka vznikla na přelomu 16. a 17. století a byla v majetku polního hejtmana Stanislava Konecpolského, šlechtice Polsko-litevské unie.
První písemná zmínka o obci je z 1. května 1638 v souvislosti s rolnicko-kozáckým povstáním, které vedli Dymytro Hunya a Jakov Ostrjanin. Druhým dokladem je vyznačení vsi na mapě Ukrajiny francouzského inženýra a kartografa Guillauma Levasseurea de Beauplan, vytištěné v Gdaňsku v roce 1648.
V roce 1696 obec vyplenili krymští Tataři. Během rusko-švédské války v březnu roku 1709 obec dobyli Švédové a proměnili ji v pevnost, kterou po bitvě u Poltavy v červenci téhož roku obsadila ruská armáda, za ní  přijel car Petr I. Veliký a podepsal dohodu o připojení Rešetylivky k Ruskému impériu. Roku 1718 zde bylo napočítáno 250 obyvatel.
Taras Ševčenko při návštěvě v roce 1845 nakreslil dva obrázky obce a v knížce „Dvojčata“ tvrdil, že zde viděl deset kostelů. Statistické údaje k roku 1859 uvádějí, že zde žilo 4 636 lidí (2 211 mužů a 2 425 žen), bylo zde 6 pravoslavných kostelů, 1 židovská modlitebna, kozácká farní škola, chudobinec, lazaret, pošta, pět továren a čtyřikrát ročně se konal jarmark a bazar. Všech sedm svatyní bylo zničeno za sovětské éry. V období hladomoru v letech 1932-1933 zde zemřelo 2679 obyvatel. V roce 1905 byla založena tkalcovská dílna na ukrajinské lidové kroje.
Od roku 1938 měla Řešetylivka status sídla městského typu. Městem je od roku 2017.